# ホワイトマーケット
ホワイトマーケットは合法で、公式で許可されたまたは意図された商品及びサービス市場。ホワイトマーケットは違法取引された商品を扱うブラックマーケット(闇市)や商品の流通チャンネル自体は合法である一方で、非公式で無許可または元の製造メーカーが意図していないグレーマーケットとは異なる。また時には侵略戦争など国が認可しているが、不道徳な行為「ピンクマーケット」や国によって禁止されている不道徳な行為「レッドマーケット」とも区別される。子供の養子縁組のような一部商品のホワイトマーケットは政府の規制により非効率的であるとして批判されている

## 関連リンク
- 非公式経済
  - ブラックマーケット
  - グレーマーケット